# Гейдж, Лайман Джадсон
Лайман Джадсон Гейдж (англ. Lyman Judson Gage; 28 июня 1836 — 26 января 1927) — 42-й министр финансов США.

## Семья
Лайман Джадсон Гейдж родился в городе Де-Райтер в штате Нью-Йорк в семье Элая Гейджа и Мэри Джадсон. Его предок, Томас Гейдж, приехал в Америку в 1640 году. Лайман был женат три раза. В 1864 году он в методистской традиции венчался с Сарой Этеридж. В 1874 году Гейдж овдовел. В 1887 году он женился на вдове своего брата, Корнелии Уошберн, а в 1907 году взял в жёны Фрэнсис Аду Баллу.

## Карьера
Трудовую деятельность Гейдж начал в 1850 году, устроившись разносчиком почты в железнодорожную компанию в городе Ром. Через три года он получил должность младшего клерка в центральном банке города. В 1855 году Гейдж переехал в Чикаго и устроился работать служащим на лесопилку. В 1858 году его взяли бухгалтером в кредитную компанию. В 1868 году Гейдж устроился работать кассиром в Первый национальный банк Чикаго, его карьера пошла в гору. В 1882 году он, будучи уже влиятельным лицом в финансовых кругах востока США, был выбран первым президентом Банковского клуба Чикаго, и вице-президентом (а через год и президентом) Американской ассоциации банкиров. Гейдж активно участвовал в общественной жизни: был председателем оргкомитета прошедшей в Чикаго Всемирной выставки 1893 года, занимал должность директора чикагского Института искусств, два года возглавлял Гражданскую федерацию Чикаго.
В 1892 году Гейдж дослужился до должности президента Первого национального банка Чикаго. В том же году американский президент Гровер Кливленд предложил ему возглавить министерство финансов, однако Гейдж имел большие планы относительно управления банком и отказался. В январе 1897 года президент Уильям Мак-Кинли вновь предложил Гейджу возглавить министерство финансов, и на этот раз предложение было принято. 6 марта того же года Гейдж был утверждён в должности Сенатом. Он, следуя курсу своих преемников, стал повышать стабильность финансового сектора. Министерство финансов получило функции центрального банка. В 1900 году был принят инициированный Гейджем Закон о золотом стандарте, он также заложил основу для создания в 1913 году Федеральной резервной системы.
После убийства Мак-Кинли в 1901 году его преемник, Теодор Рузвельт, оставил Гейджа во главе министерства финансов, чтобы не допустить паники на финансовых рынках, но уже 31 января 1902 года освободил его с должности, назначив министром Лесли Мортимера Шоу. В том же году Гейдж возглавил Американскую трастовую компанию в Нью-Йорке, а в 1907 году вышел на пенсию и переехал в Калифорнию. Лайман Гейдж умер в Сан-Диего 26 января 1926 года.